# Размита логика
Размитата логика (на английски: fuzzy logic) е форма на многостойностна логика, произлизаща от теорията на размитите множества и прилагана, за да отрази това, което се определя като частична истина. За разлика от Булевата алгебра, работеща само с две стойности на истинността: 0 и 1 (лъжа и истина), тук възможна стойност е всяко реално число от затворения интервал от 0 до 1.
Терминът размита логика води началото си от работата и теорията, развита от Лотфи Заде. През 1965 г. той предлага теорията на размитите множества и по-късно установява размитата логика на базата на тази теория.